# Phrynomantis
Phrynomantis es un género de anfibios anuros de la familia Microhylidae que es endémico del África subsahariana. 

## Especies
Se reconocen las 5 especies siguientes según ASW:
- Phrynomantis affinis Boulenger, 1901
- Phrynomantis annectens Werner, 1910
- Phrynomantis bifasciatus (Smith, 1847)
- Phrynomantis microps Peters, 1875
- Phrynomantis somalicus (Scortecci, 1941)